# Cúp bóng đá châu Á 2015 (vòng đấu loại trực tiếp)
Dưới đây là thông tin chi tiết của Vòng đấu loại trực tiếp – Cúp bóng đá châu Á 2015. Trận đầu tiên sẽ được đá ngày 22 tháng 1 và trận chung kết được đá vào ngày 31 tháng 1 năm 2015. Nếu sau hai hiệp chính kết quả hòa, hai đội sẽ thi đấu tiếp hai hiệp phụ. Nếu sau hai hiệp phụ vẫn hòa, hai đội sẽ thi đấu tiếp luân lưu 11m.

## Các đội tuyển vượt qua vòng bảng
Hai đội đứng đầu mỗi bảng trong bốn bảng sẽ giành quyền vào vòng đấu loại trực tiếp.
| Nhóm | Hạng nhất  | Hạng nhì   |
| ---- | ---------- | ---------- |
| A    | Hàn Quốc   | Úc         |
| B    | Trung Quốc | Uzbekistan |
| C    | Iran       | UAE        |
| D    | Nhật Bản   | Iraq       |

## Sơ đồ thi đấu
|  | Tứ kết                 | Tứ kết                 |                        |       | Bán kết       | Bán kết       |  |  | Chung kết | Chung kết |
|  |                        |                        |                        |       |               |               |  |  |           |           |
|  | 22 tháng 1 – Melbourne |                        |                        |       |               |               |  |  |           |           |
|  |                        |                        |                        |       |               |               |  |  |           |           |
|  | Hàn Quốc (s.h.p.)      | 2                      |                        |       |               |               |  |  |           |           |
|  | Hàn Quốc (s.h.p.)      | 2                      | 26 tháng 1 – Sydney    |       |               |               |  |  |           |           |
|  | Uzbekistan             | 0                      |                        |       |               |               |  |  |           |           |
|  | Uzbekistan             | 0                      | Hàn Quốc               | 2     |               |               |  |  |           |           |
|  | 23 tháng 1 – Canberra  |                        | Hàn Quốc               | 2     |               |               |  |  |           |           |
|  |                        | Iraq                   | 0                      |       |               |               |  |  |           |           |
|  | Iran                   | Iraq                   | 0                      | 3 (6) |               |               |  |  |           |           |
|  | Iran                   |                        | 31 tháng 1 – Sydney    | 3 (6) |               |               |  |  |           |           |
|  | Iraq (ph.đ)            | 3 (7)                  |                        |       |               |               |  |  |           |           |
|  | Iraq (ph.đ)            | 3 (7)                  | Hàn Quốc               | 1     |               |               |  |  |           |           |
|  | 22 tháng 1 – Brisbane  |                        | Hàn Quốc               | 1     |               |               |  |  |           |           |
|  |                        | Úc (s.h.p.)            | 2                      |       |               |               |  |  |           |           |
|  | Trung Quốc             | Úc (s.h.p.)            | 2                      | 0     |               |               |  |  |           |           |
|  | Trung Quốc             | 27 tháng 1 – Newcastle |                        | 0     |               |               |  |  |           |           |
|  | Úc                     | 2                      |                        |       |               |               |  |  |           |           |
|  | Úc                     | 2                      | Úc                     | 2     |               |               |  |  |           |           |
|  | 23 tháng 1 – Sydney    |                        | Úc                     | 2     |               |               |  |  |           |           |
|  |                        | UAE                    | 0                      |       | Tranh hạng ba | Tranh hạng ba |  |  |           |           |
|  | Nhật Bản               | UAE                    | 0                      | 1 (4) | Tranh hạng ba | Tranh hạng ba |  |  |           |           |
|  | Nhật Bản               |                        | 30 tháng 1 – Newcastle | 1 (4) |               |               |  |  |           |           |
|  | UAE (ph.đ)             | 1 (5)                  |                        |       |               |               |  |  |           |           |
|  | UAE (ph.đ)             | 1 (5)                  | Iraq                   | 2     |               |               |  |  |           |           |
|  |                        |                        |                        |       |               |               |  |  |           |           |
|  | UAE                    | 3                      |                        |       |               |               |  |  |           |           |
|  | UAE                    | 3                      |                        |       |               |               |  |  |           |           |

## Tứ kết

### Hàn Quốc v Uzbekistan
| Hàn Quốc                 | 2–0 (s.h.p.) | Uzbekistan |
| ------------------------ | ------------ | ---------- |
| Son Heung-Min 104', 119' | Chi tiết     |            |

| Hàn Quốc | Uzbekistan |

| GK                      | 23 | Kim Jin-Hyeon     |      |      |
| RB                      | 2  | Kim Chang-Soo     |      | 69'  |
| CB                      | 5  | Kwak Tae-Hwi      | 56'  |      |
| CB                      | 19 | Kim Young-Gwon    |      |      |
| LB                      | 3  | Kim Jin-Su        |      |      |
| CM                      | 6  | Park Joo-Ho       |      |      |
| CM                      | 16 | Ki Sung-Yueng (c) | 115' |      |
| RW                      | 11 | Lee Keun-Ho       |      | 111' |
| AM                      | 10 | Nam Tae-Hee       |      |      |
| LW                      | 7  | Son Heung-Min     |      |      |
| CF                      | 18 | Lee Jung-Hyup     |      | 82'  |
| Vào thay người:         |    |                   |      |      |
| DF                      | 22 | Cha Du-Ri         |      | 69'  |
| MF                      | 14 | Han Kook-Young    |      | 82'  |
| DF                      | 20 | Jang Hyun-Soo     |      | 111' |
| Huấn luyện viên trưởng: |    |                   |      |      |
| Uli Stielike            |    |                   |      |      |

| GK                      | 12 | Ignatiy Nesterov      |     |        |
| RB                      | 14 | Shukhrat Mukhammadiev |     |        |
| CB                      | 3  | Shavkat Mullajanov    |     |        |
| CB                      | 5  | Anzur Ismailov        | 85' |        |
| LB                      | 19 | Vitaliy Denisov       | 57' |        |
| CM                      | 7  | Azizbek Haydarov      |     |        |
| CM                      | 9  | Odil Ahmedov (c)      |     | 30'    |
| RW                      | 17 | Sanzhar Tursunov      |     | 105+1' |
| AM                      | 13 | Lutfulla Turaev       |     | 85'    |
| LW                      | 4  | Sardor Rashidov       |     |        |
| CF                      | 6  | Bahodir Nasimov       |     |        |
| Vào thay người:         |    |                       |     |        |
| MF                      | 18 | Timur Kapadze         |     | 30'    |
| MF                      | 10 | Jamshid Iskanderov    |     | 85'    |
| FW                      | 11 | Igor Sergeev          |     | 105+1' |
| Huấn luyện viên trưởng: |    |                       |     |        |
| Mirjalol Qosimov        |    |                       |     |        |

| Cầu thủ xuất sắc nhất trận: Kwak Tae-Hwi (Hàn Quốc) Trợ lý trọng tài: Abdulla Al Shalwai (Ả Rập Xê Út) Abu Bakar Al Amri (Oman) Trọng tài bàn: Abdullah Al Hilali (Oman) Trọng tài giám sát: Badr Al-Shumrani (Ả Rập Xê Út) |

### Trung Quốc v Úc
| Trung Quốc | 0–2      | Úc              |
| ---------- | -------- | --------------- |
|            | Chi tiết | Cahill 49', 65' |

| Trung Quốc | Úc |

| GK                      | 23 | Vương Đại Lôi     |     |     |
| RB                      | 17 | Trương Thành Đông |     |     |
| CB                      | 5  | Trương Lâm Bồng   | 54' |     |
| CB                      | 3  | Mai Phương        |     | 46' |
| LB                      | 2  | Nhậm Hàng         |     |     |
| RM                      | 15 | Ngô Hi            |     | 83' |
| CM                      | 8  | Thái Tuệ Khang    |     |     |
| LM                      | 10 | Trịnh Trí (c)     |     |     |
| RW                      | 16 | Tôn Khắc          |     | 72' |
| LW                      | 14 | Cát Tường         |     |     |
| CF                      | 7  | Vũ Lỗi            |     |     |
| Vào thay người:         |    |                   |     |     |
| DF                      | 4  | Khương Trí Bằng   |     | 46' |
| MF                      | 21 | Vu Hải            |     | 72' |
| FW                      | 9  | Dương Húc         |     | 83' |
| Huấn luyện viên trưởng: |    |                   |     |     |
| Alain Perrin            |    |                   |     |     |

| GK                      | 1  | Mathew Ryan      |     |     |
| RB                      | 2  | Ivan Franjić     |     |     |
| CB                      | 20 | Trent Sainsbury  |     |     |
| CB                      | 22 | Alex Wilkinson   |     |     |
| LB                      | 3  | Jason Davidson   |     |     |
| RM                      | 23 | Mark Bresciano   |     | 60' |
| CM                      | 15 | Mile Jedinak (c) | 20' |     |
| LM                      | 21 | Massimo Luongo   |     |     |
| RW                      | 7  | Mathew Leckie    |     | 69' |
| LW                      | 10 | Robbie Kruse     |     |     |
| CF                      | 4  | Tim Cahill       |     | 80' |
| Vào thay người:         |    |                  |     |     |
| MF                      | 14 | James Troisi     |     | 60' |
| FW                      | 16 | Nathan Burns     |     | 69' |
| MF                      | 5  | Mark Milligan    |     | 80' |
| Huấn luyện viên trưởng: |    |                  |     |     |
| Ange Postecoglou        |    |                  |     |     |

| Cầu thủ xuất sắc nhất trận: Tim Cahill (Úc) Trợ lý trọng tài: Jeong Hae-Sang (Hàn Quốc) Yoon Kwang-Yeol (Hàn Quốc) Trọng tài bàn: Abdulrahman Abdou (Qatar) Trọng tài giám sát: Taleb Salem Al-Naemi (Qatar) |

### Iran v Iraq
| Iran                                                                                       | 3–3 (s.h.p.) | Iraq                                                                     |
| ------------------------------------------------------------------------------------------ | ------------ | ------------------------------------------------------------------------ |
| Azmoun 24' · Pouraliganji 103' · Ghoochannejhad 118'                                       | Chi tiết     | Yasin 56' · Mahmoud 93' · Ismail 116' (ph.đ.)                            |
| Loạt sút luân lưu                                                                          |              |                                                                          |
| Hajsafi · Pouraliganji · Nekounam · Hosseini · Ghafouri · Jahanbakhsh · Teymourian · Amiri | 6–7          | Abdul-Amir · Salem · Ismail · Adnan · Mahmoud · Kasim · Hussein · Shaker |

| Iran | Iraq |

| GK                                        | 1  | Alireza Haghighi        |       |         |
| RB                                        | 11 | Vouria Ghafouri         |       |         |
| CB                                        | 4  | Jalal Hosseini          |       |         |
| CB                                        | 8  | Morteza Pouraliganji    |       |         |
| LB                                        | 23 | Mehrdad Pooladi         |       | 22' 43' |
| CM                                        | 14 | Andranik Teymourian     | 90+4' |         |
| CM                                        | 6  | Javad Nekounam (c)      |       |         |
| RW                                        | 21 | Ashkan Dejagah          |       | 84'     |
| AM                                        | 7  | Masoud Shojaei          |       | 46'     |
| LW                                        | 3  | Ehsan Hajsafi           |       |         |
| CF                                        | 20 | Sardar Azmoun           |       | 63'     |
| Vào thay người:                           |    |                         |       |         |
| MF                                        | 13 | Vahid Amiri             |       | 46'     |
| FW                                        | 18 | Alireza Jahanbakhsh     |       | 63'     |
| FW                                        | 16 | Reza Ghoochannejhad     |       | 84'     |
| Cầu thủ nhận thẻ vàng ở ngoài đường biên: |    |                         |       |         |
| DF                                        | 19 | Mohammad Reza Khanzadeh | 120'  |         |
| Huấn luyện viên trưởng:                   |    |                         |       |         |
| Carlos Queiroz                            |    |                         |       |         |

| GK                      | 12 | Jalal Hasan        |       |      |
| RB                      | 23 | Waleed Salem       | 90+2' |      |
| CB                      | 2  | Ahmad Ibrahim      | 2'    |      |
| CB                      | 14 | Salam Shaker       |       |      |
| LB                      | 15 | Dhurgham Ismail    |       |      |
| CM                      | 21 | Saad Abdul-Amir    | 102'  |      |
| CM                      | 5  | Yaser Kasim        | 68'   |      |
| RW                      | 9  | Ahmed Yasin        |       | 107' |
| AM                      | 8  | Justin Meram       |       | 46'  |
| LW                      | 17 | Alaa Abdul-Zahra   |       | 65'  |
| CF                      | 10 | Younis Mahmoud (c) | 100'  |      |
| Vào thay người:         |    |                    |       |      |
| FW                      | 16 | Marwan Hussein     | 120'  | 46'  |
| DF                      | 6  | Ali Adnan          | 95'   | 65'  |
| MF                      | 7  | Amjad Kalaf        |       | 107' |
| Huấn luyện viên trưởng: |    |                    |       |      |
| Radhi Shenaishil        |    |                    |       |      |

| Cầu thủ xuất sắc nhất trận: Dhurgham Ismail (Iraq) Trợ lý trọng tài: Matthew Cream (Úc) Paul Cetrangolo (Úc) Trọng tài bàn: Chris Beath (Úc) Trọng tài giám sát: Chow Chun Kit (Hồng Kông) |

### Nhật Bản v UAE
| Nhật Bản                                                 | 1–1 (s.h.p.) | UAE                                                              |
| -------------------------------------------------------- | ------------ | ---------------------------------------------------------------- |
| Shibasaki 81'                                            | Chi tiết     | Mabkhout 7'                                                      |
| Loạt sút luân lưu                                        |              |                                                                  |
| Honda · Hasebe · Shibasaki · Toyoda · Morishige · Kagawa | 4–5          | O. Abdulrahman · Mabkhout · Esmaeel · Hassan · Fardan · I. Ahmed |

| Nhật Bản | UAE |

| GK                      | 1  | Kawashima Eiji    |  |     |
| RB                      | 21 | Sakai Gōtoku      |  |     |
| CB                      | 22 | Yoshida Maya      |  |     |
| CB                      | 6  | Morishige Masato  |  |     |
| LB                      | 5  | Nagatomo Yuto     |  |     |
| DM                      | 17 | Hasebe Makoto (c) |  |     |
| RM                      | 4  | Honda Keisuke     |  |     |
| CM                      | 7  | Endō Yasuhito     |  | 54' |
| CM                      | 10 | Kagawa Shinji     |  |     |
| LM                      | 18 | Inui Takashi      |  | 46' |
| CF                      | 9  | Okazaki Shinji    |  | 65' |
| Vào thay người:         |    |                   |  |     |
| FW                      | 14 | Muto Yoshinori    |  | 46' |
| MF                      | 20 | Shibasaki Gaku    |  | 54' |
| FW                      | 11 | Toyoda Yohei      |  | 65' |
| Huấn luyện viên trưởng: |    |                   |  |     |
| Javier Aguirre          |    |                   |  |     |

| GK                      | 1  | Majed Naser (c)   |       |     |
| RB                      | 9  | Abdulaziz Hussain |       | 76' |
| CB                      | 23 | Mohamed Ahmed     |       |     |
| CB                      | 6  | Mohanad Salem     |       |     |
| LB                      | 14 | Abdelaziz Sanqour |       |     |
| RM                      | 10 | Omar Abdulrahman  | 120'  |     |
| CM                      | 5  | Amer Abdulrahman  |       | 54' |
| CM                      | 13 | Khamis Esmaeel    | 45+3' |     |
| LM                      | 15 | Ismail Al Hammadi | 26'   |     |
| CF                      | 7  | Ali Mabkhout      |       |     |
| CF                      | 11 | Ahmed Khalil      |       | 58' |
| Vào thay người:         |    |                   |       |     |
| MF                      | 17 | Majed Hassan      |       | 54' |
| MF                      | 4  | Habib Fardan      |       | 58' |
| DF                      | 19 | Ismail Ahmed      | 116'  | 76' |
| Huấn luyện viên trưởng: |    |                   |       |     |
| Mahdi Ali               |    |                   |       |     |

| Cầu thủ xuất sắc nhất trận: Mohanad Salem (UAE) Trợ lý trọng tài: Reza Sokhandan (Iran) Mohammad Reza Abolfazli (Iran) Trọng tài bàn: Nawaf Shukralla (Bahrain) Trọng tài giám sát: Ebrahim Saleh (Bahrain) |

## Bán kết

### Hàn Quốc v Iraq
| Hàn Quốc                               | 2–0      | Iraq |
| -------------------------------------- | -------- | ---- |
| Lee Jung-Hyup 20' · Kim Young-Gwon 50' | Chi tiết |      |

| Hàn Quốc | Iraq |

| GK                      | 23 | Kim Jin-Hyeon     |     |       |
| RB                      | 2  | Kim Chang-Soo     |     |       |
| CB                      | 5  | Kwak Tae-Hwi      |     |       |
| CB                      | 19 | Kim Young-Gwon    |     |       |
| LB                      | 3  | Kim Jin-Su        | 56' |       |
| CM                      | 6  | Park Joo-Ho       | 40' |       |
| CM                      | 16 | Ki Sung-Yueng (c) | 7'  | 90+3' |
| RW                      | 12 | Han Kyo-Won       |     | 46'   |
| AM                      | 10 | Nam Tae-Hee       |     | 81'   |
| LW                      | 7  | Son Heung-Min     |     |       |
| CF                      | 18 | Lee Jung-Hyup     |     |       |
| Vào thay người:         |    |                   |     |       |
| FW                      | 11 | Lee Keun-Ho       |     | 46'   |
| DF                      | 20 | Jang Hyun-Soo     |     | 81'   |
| MF                      | 14 | Han Kook-Young    |     | 90+3' |
| Huấn luyện viên trưởng: |    |                   |     |       |
| Uli Stielike            |    |                   |     |       |

| GK                      | 12 | Jalal Hasan        |  |     |
| RB                      | 23 | Waleed Salem       |  |     |
| CB                      | 2  | Ahmad Ibrahim      |  |     |
| CB                      | 14 | Salam Shaker       |  |     |
| LB                      | 15 | Dhurgham Ismail    |  |     |
| CM                      | 21 | Saad Abdul-Amir    |  |     |
| CM                      | 13 | Osama Rashid       |  | 63' |
| RW                      | 9  | Ahmed Yasin        |  | 63' |
| AM                      | 7  | Amjad Kalaf        |  |     |
| LW                      | 17 | Alaa Abdul-Zahra   |  | 77' |
| CF                      | 10 | Younis Mahmoud (c) |  |     |
| Vào thay người:         |    |                    |  |     |
| DF                      | 6  | Ali Adnan          |  | 63' |
| MF                      | 19 | Mahdi Kamel        |  | 63' |
| FW                      | 16 | Marwan Hussein     |  | 77' |
| Huấn luyện viên trưởng: |    |                    |  |     |
| Radhi Shenaishil        |    |                    |  |     |

| Cầu thủ xuất sắc nhất trận: Nam Tae-Hee (Hàn Quốc) Trợ lý trọng tài: Sagara Toru (Nhật Bản) Nagi Toshiyuki (Nhật Bản) Trọng tài bàn: Alireza Faghani (Iran) Trọng tài giám sát: Reza Sokhandan (Iran) |

### Úc v UAE
| Úc                          | 2–0      | UAE |
| --------------------------- | -------- | --- |
| Sainsbury 3' · Davidson 14' | Chi tiết |     |

| Úc | UAE |

| GK                      | 1  | Mathew Ryan        |     |     |
| RB                      | 2  | Ivan Franjic       |     |     |
| CB                      | 20 | Trent Sainsbury    |     |     |
| CB                      | 6  | Matthew Spiranovic |     |     |
| LB                      | 3  | Jason Davidson     |     |     |
| RM                      | 5  | Mark Milligan      |     | 59' |
| CM                      | 15 | Mile Jedinak (c)   | 64' |     |
| LM                      | 21 | Massimo Luongo     |     |     |
| RW                      | 10 | Robbie Kruse       |     | 82' |
| LW                      | 7  | Mathew Leckie      | 42' |     |
| CF                      | 4  | Tim Cahill         |     | 67' |
| Vào thay người:         |    |                    |     |     |
| MF                      | 17 | Matt McKay         |     | 59' |
| FW                      | 9  | Tomi Juric         |     | 67' |
| MF                      | 14 | James Troisi       |     | 82' |
| Huấn luyện viên trưởng: |    |                    |     |     |
| Ange Postecoglou        |    |                    |     |     |

| GK                      | 1  | Majed Naser (c)     |  |     |
| RB                      | 14 | Abdelaziz Sanqour   |  |     |
| CB                      | 23 | Mohamed Ahmed       |  |     |
| CB                      | 6  | Mohanad Salem       |  |     |
| LB                      | 3  | Walid Abbas         |  | 78' |
| CM                      | 13 | Khamis Esmaeel      |  |     |
| CM                      | 5  | Amer Abdulrahman    |  |     |
| RW                      | 10 | Omar Abdulrahman    |  |     |
| AM                      | 16 | Mohamed Abdulrahman |  | 46' |
| LW                      | 7  | Ali Mabkhout        |  |     |
| CF                      | 11 | Ahmed Khalil        |  | 66' |
| Vào thay người:         |    |                     |  |     |
| MF                      | 15 | Ismail Al Hammadi   |  | 46' |
| FW                      | 20 | Saeed Al-Kathiri    |  | 66' |
| MF                      | 21 | Haboush Saleh       |  | 78' |
| Huấn luyện viên trưởng: |    |                     |  |     |
| Mahdi Ali               |    |                     |  |     |

| Cầu thủ xuất sắc nhất trận: Massimo Luongo (Úc) Trợ lý trọng tài: Abdukhamidullo Rasulov (Uzbekistan) Bakhadyr Kochkarov (Kyrgyzstan) Trọng tài bàn: Abdulrahman Abdou (Qatar) Trọng tài giám sát: Ramzan Al-Naemi (Qatar) |

## Tranh hạng ba
| Iraq                  | 2–3      | UAE                                    |
| --------------------- | -------- | -------------------------------------- |
| Salem 28' · Kalaf 42' | Chi tiết | Khalil 16', 51' · Mabkhout 57' (ph.đ.) |

| Iraq | UAE |

| GK                      | 20 | Mohammed Hameed    |       |     |
| RB                      | 23 | Waleed Salem       | 90+4' |     |
| CB                      | 2  | Ahmad Ibrahim      | 55'   |     |
| CB                      | 14 | Salam Shaker       |       |     |
| LB                      | 15 | Dhurgham Ismail    | 37'   |     |
| CM                      | 21 | Saad Abdul-Amir    |       |     |
| CM                      | 5  | Yaser Kasim        |       |     |
| RW                      | 7  | Amjad Kalaf        |       | 86' |
| AM                      | 19 | Mahdi Kamel        |       | 62' |
| LW                      | 9  | Ahmed Yasin        |       | 80' |
| CF                      | 10 | Younis Mahmoud (c) |       |     |
| Vào thay người:         |    |                    |       |     |
| DF                      | 3  | Ali Bahjat         |       | 62' |
| DF                      | 6  | Ali Adnan          |       | 80' |
| FW                      | 8  | Justin Meram       |       | 86' |
| Huấn luyện viên trưởng: |    |                    |       |     |
| Radhi Shenaishil        |    |                    |       |     |

| GK                      | 12 | Khalid Eisa       |     |     |
| RB                      | 9  | Abdulaziz Hussain | 79' |     |
| CB                      | 23 | Mohamed Ahmed     |     |     |
| CB                      | 6  | Mohanad Salem     |     |     |
| LB                      | 14 | Abdelaziz Sanqour |     | 67' |
| RM                      | 17 | Majed Hassan      |     |     |
| CM                      | 13 | Khamis Esmaeel    |     |     |
| LM                      | 4  | Habib Fardan      |     | 53' |
| RF                      | 10 | Omar Abdulrahman  | 41' |     |
| CF                      | 11 | Ahmed Khalil (c)  |     | 76' |
| LF                      | 7  | Ali Mabkhout      |     |     |
| Vào thay người:         |    |                   |     |     |
| MF                      | 15 | Ismail Al Hammadi |     | 53' |
| DF                      | 3  | Walid Abbas       |     | 67' |
| MF                      | 5  | Amer Abdulrahman  |     | 76' |
| Huấn luyện viên trưởng: |    |                   |     |     |
| Mahdi Ali               |    |                   |     |     |

| Cầu thủ xuất sắc nhất trận: Ahmed Khalil (UAE) Trợ lý trọng tài: Yaser Tulefat (Bahrain) Ebrahim Saleh (Bahrain) Trọng tài bàn: Ben Williams (Úc) Trọng tài giám sát: Matthew Cream (Úc) |

## Chung kết
| Hàn Quốc            | 1–2 (s.h.p.) | Úc                       |
| ------------------- | ------------ | ------------------------ |
| Son Heung-Min 90+1' | Chi tiết     | Luongo 45' · Troisi 105' |

| Hàn Quốc | Úc |

| GK                      | 23 | Kim Jin-Hyeon     |  |     |
| RB                      | 22 | Cha Du-Ri         |  |     |
| CB                      | 5  | Kwak Tae-Hwi      |  |     |
| CB                      | 19 | Kim Young-Gwon    |  |     |
| LB                      | 3  | Kim Jin-Su        |  |     |
| CM                      | 6  | Park Joo-Ho       |  | 71' |
| CM                      | 20 | Jang Hyun-Soo     |  |     |
| RW                      | 10 | Nam Tae-Hee       |  | 64' |
| AM                      | 16 | Ki Sung-Yueng (c) |  |     |
| LW                      | 7  | Son Heung-Min     |  |     |
| CF                      | 18 | Lee Jung-Myup     |  | 88' |
| Vào thay người:         |    |                   |  |     |
| FW                      | 11 | Lee Keun-Ho       |  | 64' |
| MF                      | 14 | Han Kook-Young    |  | 71' |
| DF                      | 4  | Kim Ju-Young      |  | 88' |
| Huấn luyện viên trưởng: |    |                   |  |     |
| Uli Stielike            |    |                   |  |     |

| GK                      | 1  | Mathew Ryan        |     |     |
| RB                      | 2  | Ivan Franjic       | 6'  | 75' |
| CB                      | 20 | Trent Sainsbury    |     |     |
| CB                      | 6  | Matthew Spiranovic | 59' |     |
| LB                      | 3  | Jason Davidson     | 41' |     |
| RM                      | 5  | Mark Milligan      |     |     |
| CM                      | 15 | Mile Jedinak (c)   | 66' |     |
| LM                      | 21 | Massimo Luongo     |     |     |
| RW                      | 10 | Robbie Kruse       | 68' | 71' |
| LW                      | 7  | Mathew Leckie      |     |     |
| CF                      | 4  | Tim Cahill         |     | 64' |
| Vào thay người:         |    |                    |     |     |
| FW                      | 9  | Tomi Juric         |     | 64' |
| MF                      | 14 | James Troisi       |     | 71' |
| MF                      | 17 | Matt McKay         |     | 75' |
| Huấn luyện viên trưởng: |    |                    |     |     |
| Ange Postecoglou        |    |                    |     |     |

| Cầu thủ xuất sắc nhất trận: Trent Sainsbury (Úc) Trợ lý trọng tài: Reza Sokhandan (Iran) Mohammad Reza Abolfazli (Iran) Trọng tài bàn: Fahad Al-Mirdasi (Ả Rập Xê Út) Trọng tài giám sát: Abdulla Al-Shalwai (Ả Rập Xê Út) |